# Andrea Belvedere

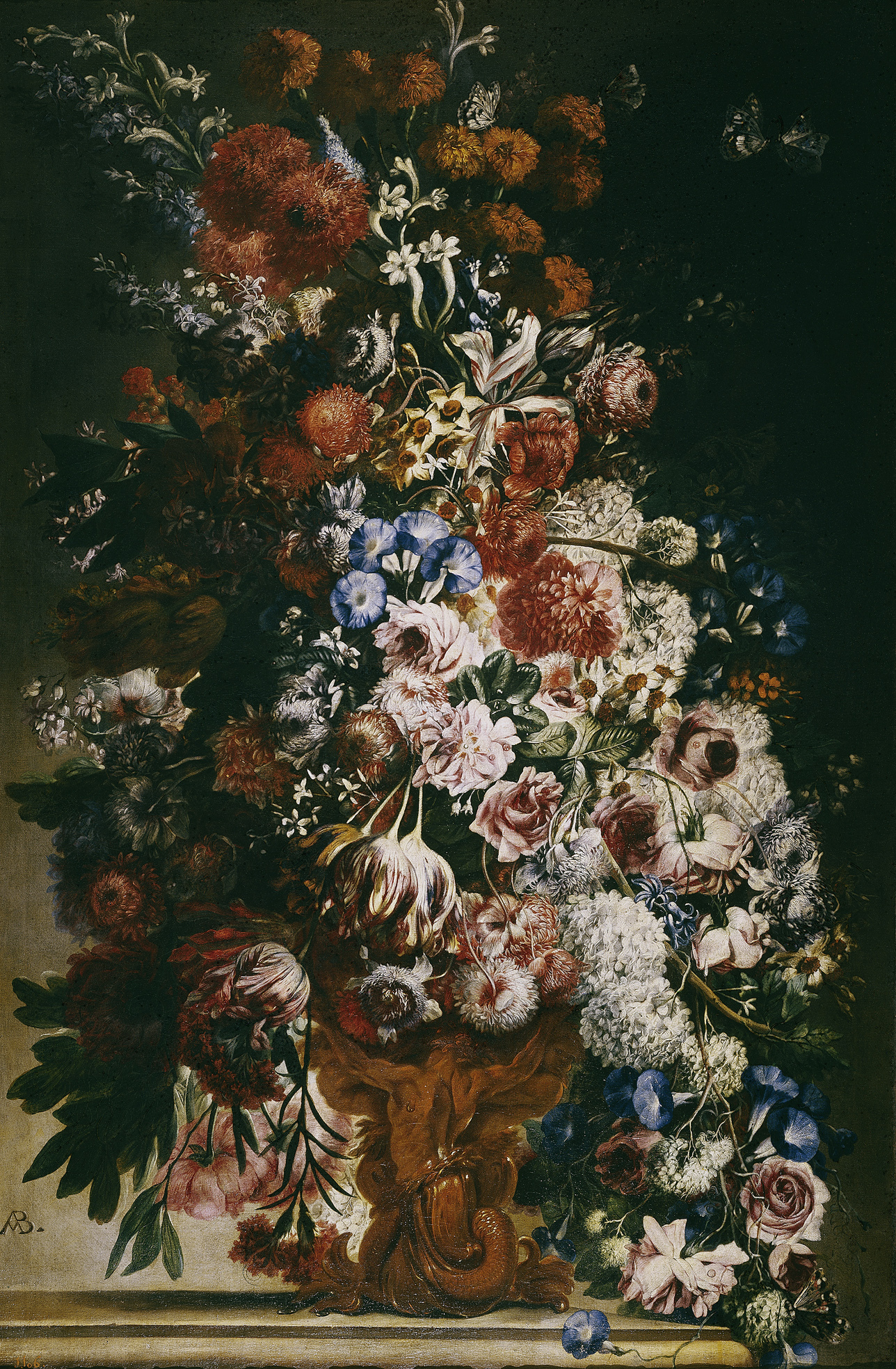
Florero, óleo sobre lienzo, 151 x 100 cm, Madrid, Museo del Prado.

Andrea Belvedere, llamado abate Andrea Belvedere (hacia 1652—1732), fue un pintor napolitano especializado en la pintura de bodegones, principalmente de flores, destacando en este aspecto como el último representante de la edad de oro de la naturaleza muerta en Nápoles.
Poco se conoce de su vida. Debió de formarse con los bodegonistas Paolo Porpora y Giovanni Battista Ruoppolo, cuyas influencias se ponen de manifiesto en su obra, aunque por influencia nórdica introdujo mayor complejidad en sus composiciones, disponiendo en ocasiones sus ramilletes florales ante paisajes rocosos con animales o figuras infantiles. No tardó en alcanzar cierto prestigio en su especialidad, lo que podría explicar su traslado a la corte española llamado por Luca Giordano. En Madrid permaneció de 1694 a 1700, datando de esta época los dos lienzos de motivos florales que, procedentes de la colección real, guarda el Museo del Prado, con dos más conservados en el Palacio Real de El Pardo.
De regreso a Nápoles se dedicó con preferencia al teatro como decorador y empresario y tuvo como discípulo a Gasparo López.